# Ясная Поляна (Смоленский район)
Ясная Поляна — деревня в Смоленской области России, в Смоленском районе. Население — 93 жителя (2007 год). Расположена в западной области в 5 км к востоку от Смоленска, севернее железнодорожной станции Соколья Гора на линии Смоленск — Рославль, на правом берегу Днепра.
Входит в состав Козинского сельского поселения. Улицы: Центральная, Верхняя, Нижняя.

## Достопримечательности
- Курганная группа (23 кургана высотой до 4 м) на берегу Днепра. Насыпаны кривичами в XI веке.
- Неолитическая стоянка в 1,2 км юго-восточнее деревни. Была заселена в 3-4 м тысячелетии до н. э.
- Селище в 1,2 км юго-восточнее деревни. Заселялось племенами Тушемлинской культуры в 1-м тысячелетии н. э.
- Городище на берегу реки Руднянка. Использовалось тушемлинскими племенами и древнерусским населением, насыпавшим курганы.